# خسائر الولايات المتحدة في الحرب في أفغانستان
بلغت خسائر الولايات المتحدة في الحرب حتي 2 يوليو 2010 ، 1,057 جندي ومنهم مالا يقل عن 841 وفاة نتيجة أعمال عدائية بينما توفي 216 منهم لأسباب غير قتالية 

## أشهر حوادث القوات الأمريكية في أفغانستان
- في 28 مايو 2010 قتل الجندي رقم 1000 وكان أحد أفراد مشاة البحرية من كامب بندلتون وقد قتل في انفجار قنبلة على جانب الطريق بينما كان في دورية راجلة في ولاية هلمند
- في 3 أكتوبر 2009 قتل ثمانية من جنود أمريكيين في هجوم استهدف موقعين عسكريين في إقليم نورستان بشمال شرقي أفغانستان [2]
- في 30 ديسمبر 2009 قتل إن سبعة من الموظفين في السي أي إيه وإن أصيب ستة في قاعدة عسكرية أمريكية في إقليم خوست قرب الحدود مع باكستان.[3]
- في 30 أغسطس 2010 لقي سبعة جنود أميركيين مصرعهم في هجومين لمقاتلي طالبان جنوب أفغانستان [4]